# Provincia de Edirne
Edirne es una de las 81 provincias en que está dividida Turquía, administrada por un gobernador designado por el Gobierno central. Se trata de la provincia más occidental de Turquía, localizada en su territorio europeo (conocido en la antigüedad como Tracia) que se extiende lo largo de la frontera griega. Limita al oeste con Grecia, al norte con Bulgaria, al este con otras tres provinvias turcas: Kirklareli, Tekirdağ y Çanakkale, y al sur con el mar Egeo. 
Debe su nombre a su capital, Edirne (conocida en la antigüedad como Adrianópolis, en honor al emperador romano Adriano).
- Superficie: 6,241 km²
- Población (2012): 399,708 habitantes
- Densidad de población: 64,51 hab./km²
- Capital:	Edirne
- Población (2000): 119.298

## Distritos (ilçeler)
- Enez
- Havsa
- İpsala
- Keşan
- Lalapaşa
- Meriç
- Süloğlu
- Uzunköprü.